# Okres Polkowice

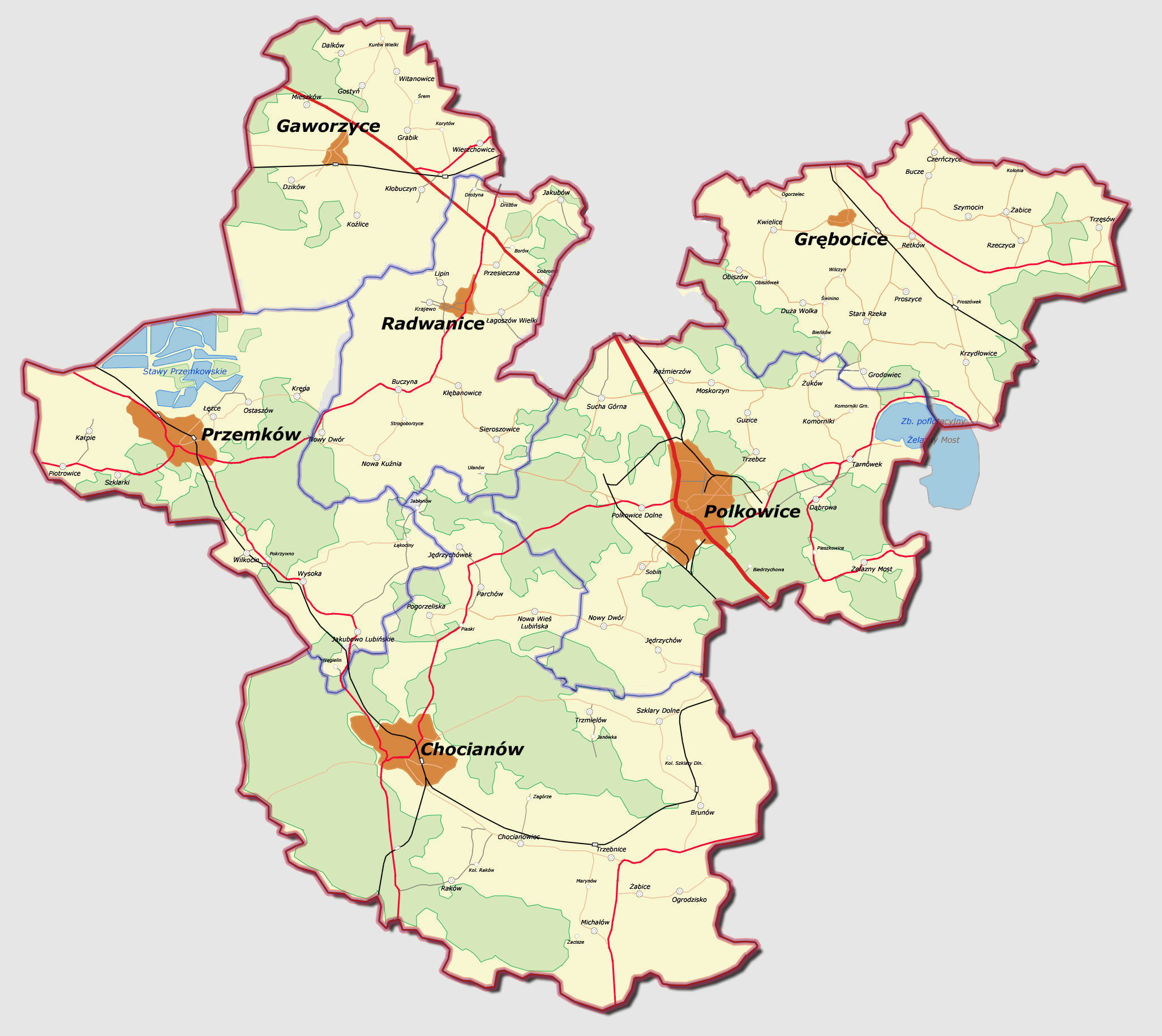
mapa okresu

Okres Polkowice (polsky Powiat polkowicki) je okres v polském Dolnoslezském vojvodství. Rozlohu má 779,71 km² a v roce 2023 zde žilo 61 189 obyvatel. Sídlem správy okresu je město Polkowice.

## Gminy
Městsko-vesnické:
- Chocianów
- Polkowice
- Przemków

Vesnické:
- Gaworzyce
- Grębocice
- Radwanice

## Města
- Chocianów
- Polkowice
- Przemków

## Sousední okresy
| Růžice kompasu | Zaháň       | Głogów          | Góra  | Růžice kompasu |
| Růžice kompasu | Zaháň       | Sever           | Lubin | Růžice kompasu |
| Růžice kompasu | Zaháň       | Okres Polkowice | Lubin | Růžice kompasu |
| Růžice kompasu | Zaháň       | Jih             | Lubin | Růžice kompasu |
| Růžice kompasu | Bolesławiec | Legnica         | Lubin | Růžice kompasu |